# Pantoides
Pantoides (em grego:  Πανθοίδης; fl. c. 275 a.C.) foi um dialético e filósofo da escola megárica. Ele se preocupou com "a parte lógica da filosofia", e em algum momento ensinou o filósofo peripatético Lico de Trôade. Ele escreveu um livro chamado Sobre Ambiguidades, contra o qual o filósofo estoico Crisipo escreveu um tratado.
Ele discordou de Diodoro Crono em relação ao seu Argumento Mestre, argumentando que algo é possível que nunca pode ser verdade, e que o impossível nunca pode ser a consequência do possível, e que, portanto, nem tudo o que aconteceu é necessariamente verdadeiro. A visão de Diodoro era que tudo o que aconteceu deve ser verdade, e que, portanto, nada é possível que nunca possa ser verdade.